# لالکا بربرووا
لالکا بربرووا (بلغاری: Лалка Стоянова Берберова؛ ۱۱ ژوئن ۱۹۶۵ – ۲۴ ژوئیهٔ ۲۰۰۶) قایقران روئینگ اهل بلغارستان بود.